# مناخم بگین
مناخیم ولفوویچ بگین یا مِناحْیْم بیجِن (عبری: מְנַחֵם בְּגִין، تلفظ: مِنَحْیْم بِيچِن menahém bégin‎؛ ۱۶ اوت ۱۹۱۳ – ۹ مارس ۱۹۹۲) ششمین نخست‌وزیر اسرائیل و برنده جایزه صلح نوبل بود.

## اوایل زندگی
مناخم بگین در ۱۶ اوت ۱۹۱۶ در برست در امپراتوری روسیه زاده شد. اما در لهستان بزرگ شد. بیشتر یهودیان روسیه پیرو افکار زیو ژابوتینسکی بودند. خانواده بگین هم همچون ژابوتینسکی از طرفداران جنبش مسلحانه صهیونیسم برای ایجاد کشور اسرائیل بودند. مناخیم به سازمان بتار پیوست. یک سال بعد، مناخیم هفده ساله فرمانده بتار در شهر خودشان برست شد. هم‌زمان بگین در دانشگاه ورشو درس حقوق خواند.
او در کنگره اعضای بتار در سال ۱۹۳۸ سوگند گروه را اینچنین قرار داد: «من اسلحه به‌دست می‌گیرم تا هم از قومم دفاع کنم و هم وطنم را به پیروزی برسانم.» خیلی زود او در جنبش ژابوتینسکی رشد کرد و در سال ۱۹۳۹ معاون عملیاتی بتار شد.

## ایرگون و تروریسم
با آغاز جنگ جهانی دوم و تهاجم آلمان به لهستان بگین مجبور شد از ورشو فرار کند. در این زمان بود که او به ارتش آندرس که در شوروی از لهستانی‌تبارها تشکیل شده بود، پیوست. او در سال ۱۹۴۲ از راه ایران به فلسطین رفت و پس از ورود به فلسطین با گروه ایرگون ارتباط برقرار کرد و دو ماه بعد فرمانده آن گروه شد. ایرگونی‌ها از تندروهای یهودی بودند که در فلسطین کارهای مسلحانه می‌کردند.
بگین مدتی در دهه ۱۹۴۰ میلادی رهبری سازمان نظامی ملی در سرزمین اسرائیل (ایرگون) را که از سوی قیمومت بریتانیا بر فلسطین سازمان تروریستی خوانده شده بود را بر عهده داشت. این گروه در سال ۱۹۴۶ در هتل کینگ دیوید بمبی گذاشت که منجر به کشته شدن ۹۱ نفر شد. مقام‌های بریتانیایی در فلسطین برای دستگیری او جایزه‌ای به مبلغ ۵۰ هزار دلار تعیین کرده بودند. او یکی از سخنرانی‌هایش در نیویورک را با این جمله آغاز کرد «من یک تروریست سابق هستم!»

## نخست‌وزیری
تأسیس اسرائیل در ۱۹۴۸ فعالیت‌های سیاسی و نظامی بگین را محدود کرد. او حزب حیروت (آزادی) را تأسیس کرد. ولی طرفدار زیادی نداشت. تا آن که در جریان جنگ یوم کیپور در ۱۹۷۳ با ائتلاف با آریل شارون، حزب لیکود را تأسیس کرد. محبوبیت شارون باعث پیروزی حزب لیکود در انتخابات شد. در ۲۱ ژوئن ۱۹۷۷ بگین نخست‌وزیر اسرائیل شد. وی در ۲۷ اکتبر ۱۹۷۸ با دیدار انور سادات رئیس‌جمهور مصر در اورشلیم قرارداد صلحی را مبنی بر خروج کامل نیروهای اسرائیلی از صحرای سینا و نیز تشکیل حکومت خودگردان برای فلسطینی‌ها در اسرائیل را امضا کرد که بعدها به پیمان کمپ دیوید مشهور شد.
توافقنامه کمپ دیوید ۳ موضوع عمده را در بر می‌گرفت؛
- صلح مصر با اسرائیل به عنوان نخستین کشور اسلامی که اسرائیل را به رسمیت می‌شناخت.
- تخلیه صحرای سینا و بازگرداندن آن به مصر که در طی جنگ شش‌روزه توسط اسرائیل به اشغال درآمده بود.
- آغاز گفتگو برای خودمختاری کشور فلسطینی، در کرانه باختری رود اردن و نوار غزه

به دنبال این قرارداد دو کشور اقدام به تبادل سفیر و آغاز عادی‌سازی روابط دیپلماتیک کردند. 
بگین بر اثر ضعف و ناتوانی و بیماری در ۱۵ سپتامبر ۱۹۸۳ استعفا کرد.

## جایزه صلح نوبل
امضای توافقنامه کمپ دیوید آغاز صلحی پایدار در منطقه خاورمیانه را تضمین کرد. به همین دلیل بنیاد نوبل در سال ۱۹۷۸ جایزه صلح خود را به‌طور مشترک به انور سادات از مصر و مناخیم بگین از اسرائیل تقدیم کرد. هنگامی که بگین برای دریافت جایزه به اسلو پایتخت نروژ رفت، چنان اعتراضات خشونت‌آمیزی علیه او شکل گرفت که مراسم را به دلایل امنیتی در قلعه آکرشوس برگزار کردند.
شیمون پرز که در هنگام مذاکرات کمپ دیوید، وزیر دفاع بگین بود درباره گذشته نظامی بگین گفته بود: «همه جهان، او را تروریست می‌دانست و سپس تبدیل به یک دولتمرد شد.»

## انتقادات
بگین در سال ۱۹۴۸ هنگامی که رهبر حزب آزادی بود، برای درخواست کمک مالی سفری به ایالات متحده انجام داد. در طول آن سفر، هانا آرنت و برخی دیگر از روشنفکران یهودی در نامه‌ای سرگشاده به روزنامهٔ نیویورک تایمز وی را رهبر حزبی خواندند که به‌شدت در سازماندهی، روش‌ها، فلسفهٔ سیاسی و خواستهٔ اجتماعی مشابه حزب‌های نازی و فاشیست است. در این نامه به کشتار دیر یاسین که طی آن ۲۴۰ نفر ساکنان روستایی کشته شدند، اشاره شد. این نامه ازجمله توسط آلبرت اینشتین امضا شد.

## درگذشت
مناخیم بگین در ۹ مارس ۱۹۹۲ در سن ۷۸ سالگی درگذشت.

## نگارخانه

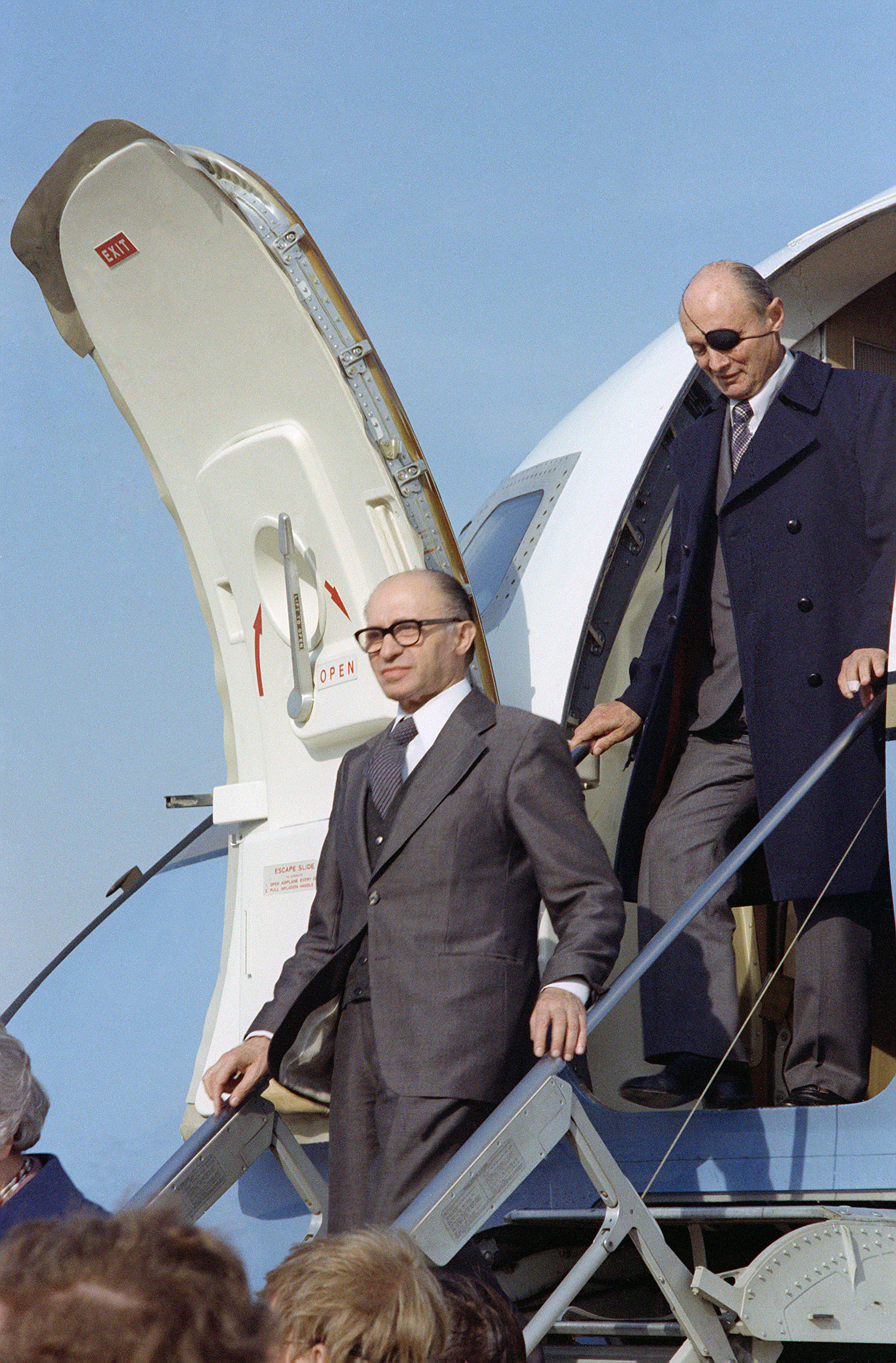
مناخیم بگین و موشه دایان در پشت سر او
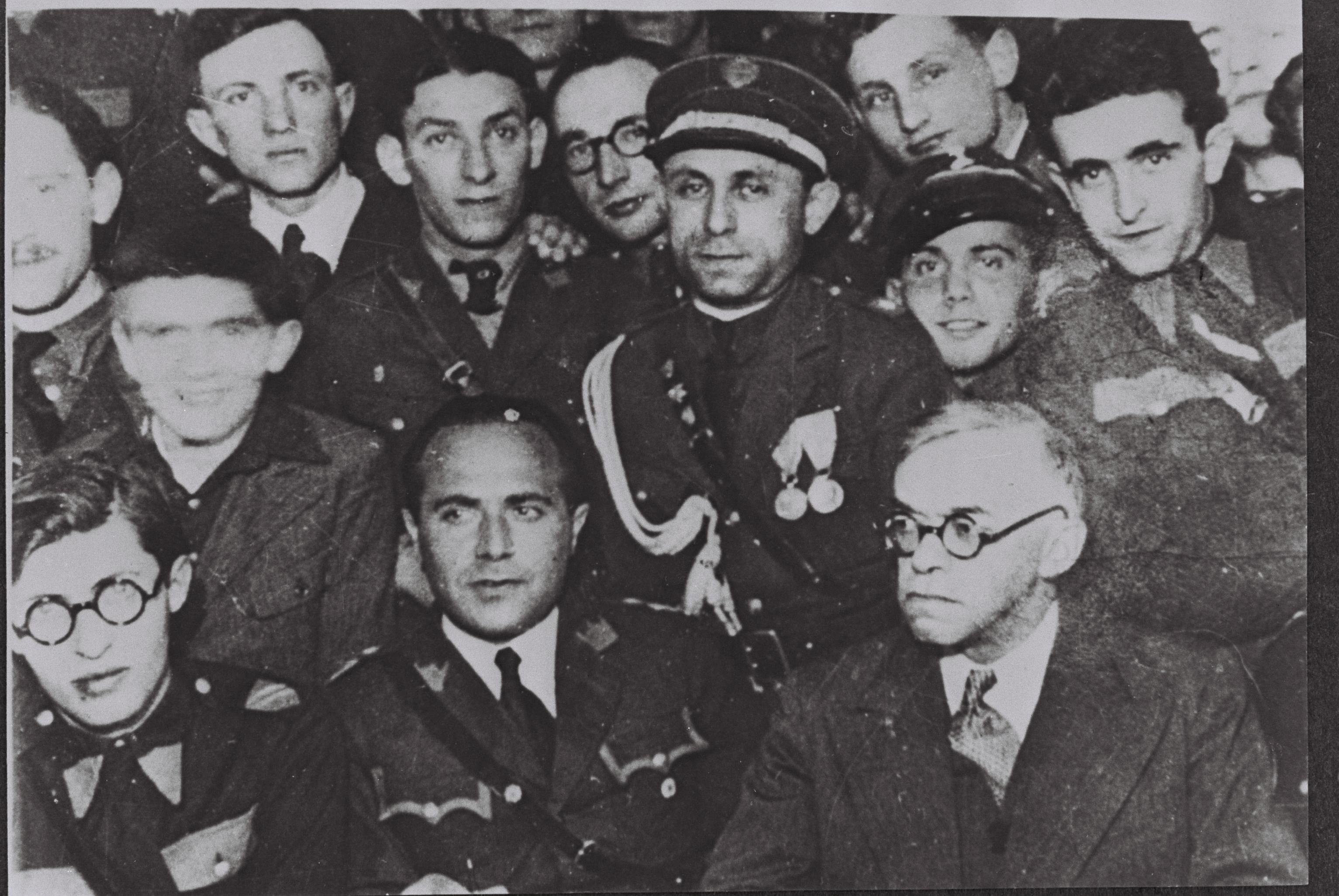
مناخیم ولفوویچ بگین یا مِناحْیْم بیجِن در جمع همراهانش
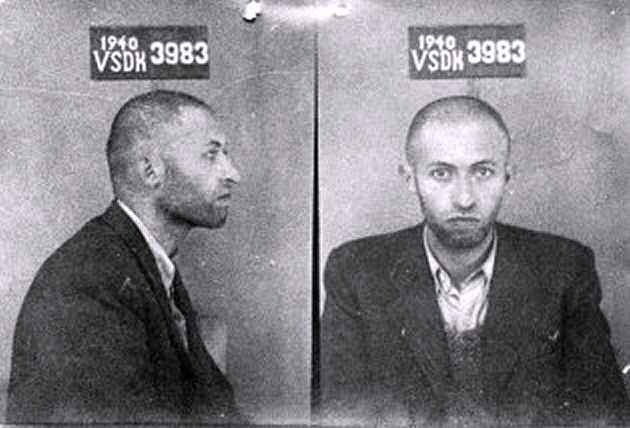
ماگ‌شات سازمان امنیت استالین از مناخیم بگین در زمان دستگیری در سال ۱۹۴۰